# Chirita spadiciformis
Chirita spadiciformis är en tvåhjärtbladig växtart som beskrevs av Wen Tsai Wang. Chirita spadiciformis ingår i släktet Chirita och familjen Gesneriaceae. Inga underarter finns listade i Catalogue of Life.